# Jakob Hansonis
Jakob Hansonis, englische Schreibweise auch Jacob Hansonis (* 29. Juli 1958 in Pulheim), ist ein deutscher Musiker und Filmmusikkomponist. Bekannt wurde er als Gitarrist in der Band von Herbert Grönemeyer, wo er zu den ältesten Mitgliedern zählt. Immer wieder sah man ihn aber auch bei Tourneen von anderen Künstlern wie unter anderem Jeanette Biedermann. Des Weiteren schuf er die Musik zu mehreren Filmen von Angelina Maccarone.

## Leben
Hansonis nahm schon 1969 ersten Gitarrenunterricht. Ab 1972 trat er in verschiedenen Musikgruppen im Kölner Raum auf. 1976 nahm er noch als Gymnasiast Gitarrenunterricht an der Rheinischen Musikschule der Stadt Köln bei Professor Tadashi Sasaki (bis 1981). Nach seinem Abitur 1978 am Geschwister-Scholl-Gymnasium Pulheim belegte er Kurse und Seminare am Musikwissenschaftlichen Institut der Kölner Universität und an der Kölner Musikhochschule. Die erste Zusammenarbeit mit Herbert Grönemeyer ergab sich 1979, seit 1980 ist er festes Bandmitglied und bei allen Albumproduktionen und Tourneen dabei. So wirkte er auch zwischen 1980 und 1982, als Grönemeyer musikalischer Direktor am Schauspielhaus Bochum war, in der Theatermusik mit. Zwischen 1983 und 1987 war er an mehreren Filmmusiken beteiligt (z. B. 1986 für Sommer in Lesmona und 1988 für Wie kommt das Salz ins Meer?, beide von Peter Beauvais). Von 1989 bis 1992 war Hansonis Gitarrist der Köln Big Band unter Leitung des Saxophonisten Michael Villmow. Er nahm an verschiedenen Produktionen und Konzerten teil, u. a. den Leverkusener Jazztagen 1991. Von 1991 an bis 1996 produzierte er selbst im eigenen Studio der Grönemeyer-Band. Jakob Hansonis tourte auch schon mit Sarah Connor und spielte mit Michael Holm und dessen Band „Strümpfe“ (Nachfolgeband der „Orthopädischen Strümpfe“ von Guildo Horn) für das 2004 erschienene Album „Liebt Euch!“.
1986 trat er unentgeltlich beim Anti-WAAhnsinns-Festival gegen die geplante Wiederaufarbeitungsanlage Wackersdorf auf die Bühne.
1997 arbeitete Hansonis erstmals mit der ebenfalls aus Pulheim stammenden Filmregisseurin Angelina Maccarone zusammen und schuf die Filmmusik zu Alles wird gut. Von 1998 bis 2000 war er neben verschiedenen Grönemeyer-Produktionen und Tourneen auch für die Musik zu Maccarones Fernsehfilm Ein Engel schlägt zurück (internationaler Titel: Helgoland Babylon; 1997/1998) verantwortlich und an diversen Plattenproduktionen (z. B. für R. Conrad) und mehreren Radioprojekten beteiligt. Seit 1999 ist er Mitglied der Kölner Gruppe „Moss“. 1999 gründete er zudem zusammen mit der Sängerin Anke Beuth und dem Autor Michael Kernbach die in verschiedenen Besetzungen auftretende Formation „Ambee“ (Folk, Pop, Jazz).
Jakob Hansonis kreierte, meist zusammen mit Hartmut Ewert, auch die Musik zu weiteren preisgekrönten Filmen von Maccarone: Fremde Haut (internationaler Titel: Unveiled; 2004/2005), Verfolgt (internationaler Titel: Hounded; 2006) und Vivere (2007). Die ebenfalls zusammen mit Hartmut Ewert kreierte Filmmusik zu Fremde Haut kam in die Vorauswahl zum Deutschen Filmpreis 2006.
2006 schuf er die Musik zum WDR-Hörspiel Schach dem System (Text: Steve May; Regie: Christoph Pragua) über den berühmten Schachwettkampf zwischen Boris Spasski und Bobby Fischer bei der WM in Reykjavík 1972. Zu dem 2008 gesendeten Tatort: Erntedank e. V. unter der Regie von Angelina Maccarone steuerte er zusammen mit Hartmut Ewert die Musik bei. Hansonis hat eine eigene Band namens Space Oddity, in der er immer wieder David Bowie würdigte und auch mit einem kompletten Bowie-Programm auf Tour ging.

## Filmografie (Auswahl)
- 1998: Alles wird gut
- 1998: Ein Engel schlägt zurück
- 2005: Fremde Haut
- 2006: Verfolgt
- 2007: Tatort: Wem Ehre gebührt (Fernsehreihe)
- 2007: Vivere
- 2008: Tatort: Erntedank e. V.
- 2009: Tatort: Borowski und die Sterne
- 2014: Polizeiruf 110: Hexenjagd